# Stefan H. E. Kaufmann

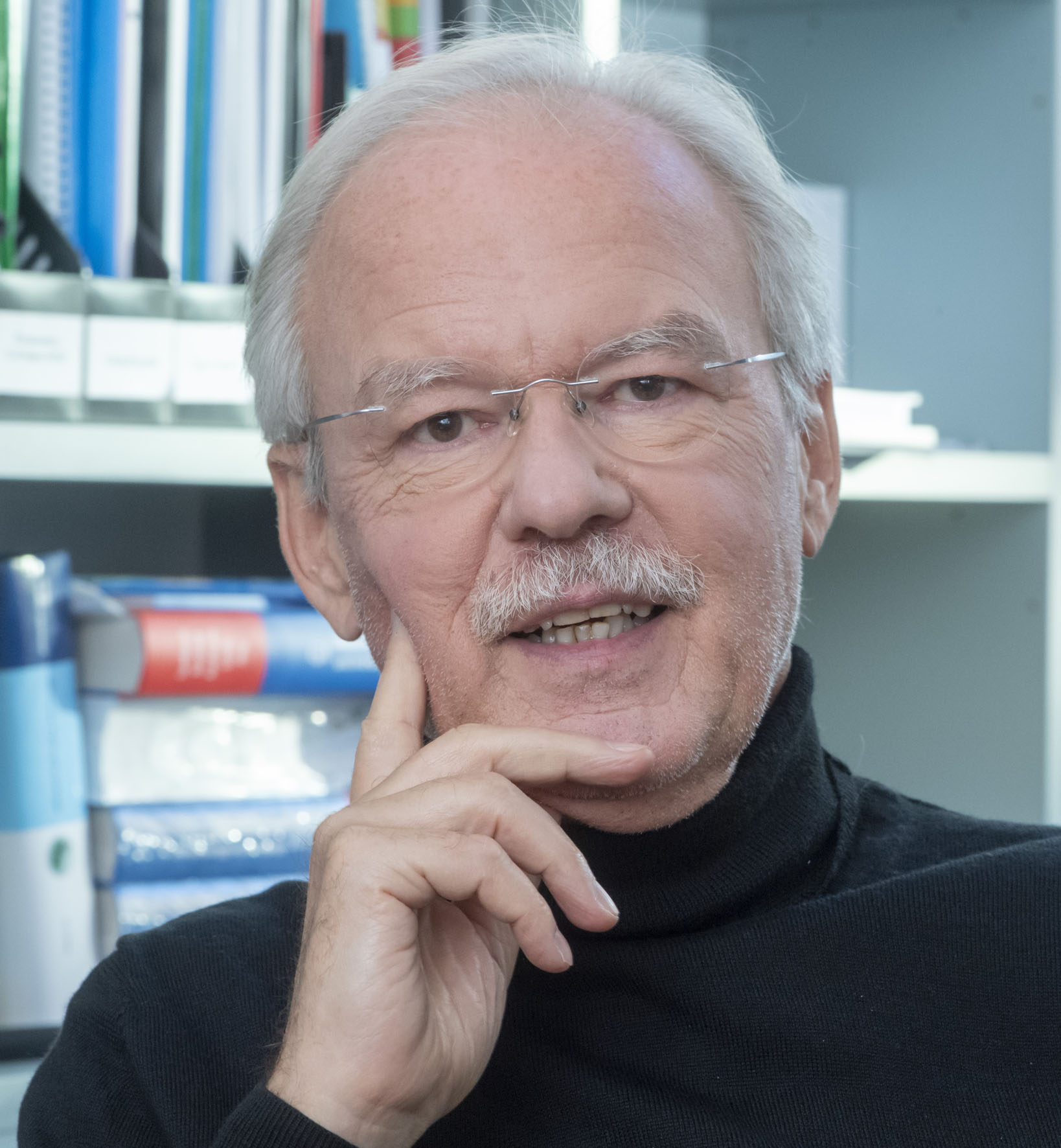
Stefan H.E. Kaufmann, Dezember 2018

Stefan Hugo Ernst Kaufmann (* 8. Juni 1948 in Ludwigshafen am Rhein) ist ein deutscher Infektionsbiologe.

## Leben
Kaufmann wurde 1977 an der Universität Mainz promoviert und habilitierte sich 1981 für die Fächer Immunologie und Mikrobiologie an der FU Berlin. In Mainz war er Schüler des Immunologen Paul Klein.
Von 1987 bis 1991 war er Professor (C3) für Medizinische Mikrobiologie und Immunologie an der Universität Ulm und von 1991 bis 1998 Professor (C4) an der Abteilung für Immunologie derselben Universität. Er ist seit 1993 Direktor (seit 2019 Emeritus Direktor) am Berliner Max-Planck-Instituts für Infektionsbiologie, an dem er einer der Gründungsdirektoren war. Seit 2018 ist er Faculty Fellow des Hagler Institute for Advanced Study in Texas A&M University. Er ist außerdem seit 1998 Professor für Mikrobiologie und Immunologie an der Charité in Berlin. September 2022 Berufung zum Senior Professor an der Charité – Universitätsmedizin Berlin.
Seit 2020 ist Kaufmann auch Emeritus-Direktor am Göttinger Max-Planck-Institut für Multidisziplinäre Naturwissenschaften (früher Max-Planck-Institut für biophysikalische Chemie), wo er mit einer Emeritus-Gruppe seine Forschung an einem verbesserten Tuberkulose-Impfstoff fortsetzt.
Kaufmann ist Sammler medizinhistorischer Werke.

## Wirken
Kaufmann hat mehr als 1000 wissenschaftliche Originalarbeiten und Übersichtsartikel veröffentlicht und ist laut Clarivate – Web of Science, Highly Cited Researcher (Kategorie Immunologie) 2001, Highly Cited Researcher (Kategorie Cross-Field) 2020 einer der meistzitierten Immunologen und Impfstoffforscher. Mit mehr als 110.000 Zitaten hat er laut Google Scholar einen h-Index von > 160 (Stand Mai 2025). Er ist unter den weltweit 0,01 % meistzitierten Wissenschaftler von ca. 7 Millionen Wissenschaftlern aus den 22 wichtigsten Wissenschaftsbereichen weltweit. Unter anderem für seine wissenschaftlichen Arbeiten zur Infektionsimmunologie der bakteriellen Erreger Listeria monocytogenes und Mycobacterium tuberculosis wurde er mehrfach ausgezeichnet.
Sein wissenschaftliches Interesse fokussiert sich auf die Entschlüsselung der zellvermittelten Immunantwort gegen intrazelluläre Bakterien, die Entwicklung und Erprobung eines neuen und verbesserten Impfstoffes gegen Tuberkulose sowie von Biomarkern zur zuverlässigen Diagnose von Verlauf und Ausbruch der Erkrankung. Ein von ihm entwickelter Impfstoff gegen Tuberkulose wurde in einer Klinischen Studie (NCT 03152903) untersucht. Mit dem Impfstoff wurden Studien initiiert, mit denen er auf die Verhinderung einer Rekurrenz in einer Phase III Studie (NCT 03152903), und auf Verhinderung der Tuberkulose-Erkrankung in Haushaltskontakten von Tuberkulose-Patienten in Indien überprüft werden soll (CTRI/2019/01/017026). Die Behandlung von Blasenkrebs mit dem Impfstoff hat in einer klinischen Überprüfung vielversprechende Ergebnisse erbracht (NCT 02371447). Der Impfstoff wird weiterhin in einer Phase III Studie (priMe, NCT 04351685) auf Schutz gegen Tuberkulose in Kleinkindern an neuen Studienorten in fünf Ländern Sub-Sahara Afrikas mit finanzieller Unterstützung der Europäischen Investment Bank getestet. Der Impfstoff wurde außerdem auf eine Stärkung der angeborenen Immunität gegen SARS-CoV-2 und Covid-19 in einer klinischen Studien getestet (NCT 04435379). Kaufmann setzt sich weiterhin intensiv für ein besseres Verständnis der Immunologie und der Infektionskrankheiten in der Öffentlichkeit ein (EFIS – Day of Immunology). Während der Pandemie hat er allgemeinverständliche Bücher zu Covid-19 und Impfstoffen veröffentlicht.
2010 bis 2013 war Kaufmann alternierendes Beiratsmitglied der Globalen Allianz für Impfstoffe und Immunisierung (GAVI). Er war von 2009 bis 2014 Mitglied des Wissenschaftlichen Beirats der Global Alliance for TB Drug Development (TB Alliance), New York. Von 2014 bis 2018 war er Mitglied des Strategischen Beiratskomitees der European & Developing Countries Clinical Trials Partnership (EDCTP). Von 2003 bis 2019 war Kaufmann Mitglied des Vorstands und von 1998 bis 2017 des Wissenschaftlichen Beirats der Robert-Koch-Stiftung. Von 2014 bis 2023 war er Vorsitzender des Stiftungsrates der Schering Stiftung. 2013 bis 2014 war er korrespondierendes Mitglied und seit 2014 ist er ordentliches Mitglied des Kuratoriums für die Lindauer Nobelpreisträgertagungen. Seit 2018 ist er Mitglied des Leitungsgremiums der TuBerculosis Vaccine Initiative (TBVI).

## Ehrungen und Auszeichnungen
- 1982 Förderpreis der Deutschen Gesellschaft für Hygiene und Mikrobiologie
- 1987 Alfried Krupp-Förderpreis für junge Hochschullehrer
- 1988 Aronson-Preis des Landes Berlin
- 1991 Smith Kline Beecham Wissenschaftspreis
- 1991 Merckle-Forschungspreis
- 1992 Robert Pfleger-Forschungspreis[26]
- 1992 Pettenkofer-Preis
- 1993 Hauptpreis der Deutschen Gesellschaft für Hygiene und Mikrobiologie (DGHM)
- 2007 Doctor Honoris Causa der Universität des Mittelmeeres Aix-Marseille II
- 2014 Gardner Middlebrook Award[27]
- 2018 Gagna A. & Ch. Van Heck Preis[28]
- 2022 Ernst-Hellmuth-Vits-Preis 2022 der Universitätsgesellschaft Münster[29]
- 2024  Lifetime Achievement Award for Excellence in Biology, Savitribai Phule Pune University, Pune, Indien
- 2024–2026 Honorarprofessor, Stellenbosch University, Cape Town, Südafrika
- Seit 2024 Botschafter der Sepsis Stiftung für Impfen
- Seit 2025 Distinguished Investigator, Institute for Vaccine Research and Development (IVReD), Hokkaido University, Sapporo, Japan

## Mitgliedschaften
- seit 1996 Mitglied der American Academy of Microbiology
- seit 1998 Mitglied der Berlin-Brandenburgische Akademie der Wissenschaften
- seit 2000 Mitglied der Deutschen Akademie der Naturforscher Leopoldina[30]
- seit 2012 Mitglied der European Molecular Biology Organization (EMBO)

Kaufmann ist außerdem Mitglied verschiedener anderer wissenschaftlicher Gesellschaften, Altpräsident und Ehrenmitglied der Deutschen Gesellschaft für Immunologie (DGfI), Altpräsident der European Federation of Immunological Societies (EFIS) und Altpräsident der International Union of Immunological Societies (IUIS).

## Schriften (Auswahl)
- Der Kampf zwischen Mensch und Mikrobe. 2 Audio CDs. Konzeption/Regie: Klaus Sander. Erzähler: Stefan H. E. Kaufmann. supposé, Köln 2006, ISBN 978-3-932513-69-5.
- Wächst die Seuchengefahr? Globale Epidemien und Armut. Strategien zur Seucheneindämmung in einer vernetzten Welt. Unter Mitarbeit von Susan Schädlich. Hrsg. von Klaus Wiegandt. [Forum für Verantwortung]. Fischer Taschenbuch Verlag, Frankfurt 2008, ISBN 978-3-596-17664-9.
- Seuchen: Wissen was stimmt. Herder, Freiburg im Breisgau 2010, ISBN 978-3-451-06102-8.
- Tuberkulose – Beispiel für Partnerschaften. Worldh Health Summit In: Deutsches Ärzteblatt. Jg. 106, Heft 42 (2009).
- The New Plagues: Pandemics and Poverty in a Globalized World. The Sustainability Project, Haus Publishing, London 2009, ISBN 978-1-906598-13-6.
- mit Paul van Helden, Eric Rubin und Warwick J. Britton (Hrsg.): Handbook of Tuberculosis. 3 Bände, ISBN 978-3-527-31683-0.
- mit Bruce D. Walker (Hrsg.): AIDS and Tuberculosis, A Deadly Liaison. (Infection Biology Series). Wiley-VCH, Weinheim, ISBN 978-3-527-32270-1.
- mit Barry T. Rouse und David L. Sacks (Hrsg.): The Immune Response to Infection. ASM Press, 2011, ISBN 978-1-55581-514-1.
- Bio-Signatur der Tuberkulose. In: Management & Krankenhaus. Nr. 6, S. 27. (www.management-krankenhaus.de/topstories/labor-diagnostik/bio-signatur-der-tuberkulose)
- Wenn Mikroben böse werden. In: Cicero. Magazin. Ausgabe Juli 2011, S. 42–43 (www.cicero.de/salon/wenn-mikroben-böse-werden/42323)
- Basiswissen Immunologie. Springer-Lehrbuch, Springer Verlag, 2014, ISBN 978-3-642-40324-8.
- Alexander Riedel: Porträt, Der Tagesspiegel, Köpfe, 100. Ausgabe, S. 116, 2016
- Covid-19 und die Bedrohungen durch Pandemien. 2020. (Herunterladbar bei: Hessische Landeszentrale für politische Bildung)
- Impfen. Grundlagen, Wirkung, Risiken. C.H. Beck Verlag, 2021, ISBN 978-3-406-77144-6
- Basiswissen Immunologie. Springer-Lehrbuch, Springer Verlag, 2025, ISBN 978-3-662-67245-7 (e-Buch), ISBN 978-3-662-67244-0 (Druckversion).

## Videos
- Latest Thinking: Can Biosignatures Be Used to Develop a Reliable, Fast and Low-Cost Test for Tuberculosis?
- Latest Thinking: How Can We Improve the Existing Vaccine for Tuberculosis to Combat the Growing Number of Multi-Resistant Strains?